# Моя жизнь на льду
«Моя жизнь на льду» (фр. Ma vraie vie à Rouen) — фильм режиссёров Оливье Дюкастеля и Жака Мартино. Роль Этьена в картине исполнил французский фигурист Джимми Таварес.

## Сюжет
Этьен — молодой парень из Руана. Его страсть  —  фигурное катание, он мечтает победить на Открытом чемпионате Франции. На своё 16-летие парень получает от своей бабушки в подарок цифровую видеокамеру. Это устройство он  использует для того, чтобы лучше узнать и понять окружающий мир. В фильме с помощью объектива камеры представлены семь месяцев из жизни героя и ответы на вопросы, которые очень волнуют парня, который никак не может определиться со своей сексуальной ориентацией,  в том числе: «а существует ли любовь между мужчинами?» Его друг Людовик не желает обсуждать такие темы.В конце концов Этьен понимает, что он — гей и находит свою любовь.

## В ролях
| Актёр           | Роль     |
| --------------- | -------- |
| Джонатан Цассаи | Лоран    |
| Элен Сюржер     | бабушка  |
| Джимми Таварес  | Этьен    |
| Люка Боннифе    | Людовик  |
| Ариан Аскарид   | Каролина |